# 近亲长臂蟹
近亲长臂蟹（学名：Myra affinis）为玉蟹科长臂蟹属的动物。分布于日本、菲律宾、澳大利亚、东印度群岛、印度东岸、斯里兰卡、波斯湾以及中国大陆的广西、海南等地，生活环境为海水，常生活于30-150米深的泥沙底和岩石底部。其生存的海拔范围为-150至-30米。